# Paragaleus randalli
Paragaleus randalli es una especie de elasmobranquio carcarriniforme de la familia Hemigaleidae.